# Manuel Monteagudo
Manuel Monteagudo Valdez (Lima, 21 de mayo de 1961) es un abogado, profesor universitario y político peruano. Es magistrado del Tribunal Constitucional del Perú desde el 18 de mayo del 2022.

## Biografía
Nació en la ciudad de Lima, 21 de mayo de 1961. Es hijo de Ricardo Monteagudo, exsenador y dirigente del partido político Acción Popular, y de Noemí Valdez Marín.
Estudió la carrera de Derecho en la Pontificia Universidad Católica del Perú, así como una maestría en Leyes por la Universidad de Houston y doctor en Derecho por la Universidad de París. Cuenta también con un diplomado de Estudios Avanzados en Derecho Económico Internacional por la Universidad de París y tiene más de 30 años de ejercicio profesional así como 20 en la actividad académica. 
Monteagudo es profesor en la Facultad de  Derecho de la Pontificia Universidad Católica del Perú y ha sido invitado como profesor internacional en la Universidad de Estocolmo y en el World Trade Institute de Suiza. También enseñó en el Max Planck Institute de Heidelberg en Alemania.

## Trayectoria
Manuel Monteagudo ha ejercido como gerente jurídico y secretario general del Banco Central de Reserva del Perú. Fue también director de la Comisión Nacional de Supervisión de Empresas y Valores (CONASEV), así como árbitro del Centro de Arbitraje AMCHAM Perú, la Cámara de Comercio de Lima y del Centro de Análisis y Resolución de Conflictos de la Pontificia Universidad Católica del Perú.
Ha publicado en diversas revistas especializadas, nacionales y extranjeras y libros en el país y en el exterior en materias relacionadas al derecho internacional, constitucional, monetario y financiero. También ha publicado artículos periodísticos sobre cultura y relaciones internacionales en diversos medios.
Fue militante del partido Acción Popular desde marzo del año 2005 hasta mayo del año 2022.

### Tribunal Constitucional
En 2022, Manuel Monteagudo se presentó en el Congreso de la República como candidato para magistrado del Tribunal Constitucional del Perú, en la comisión especial presidida por el congresista José María Balcázar. Posteriormente el 10 de mayo del mismo año, el pleno del Congreso de la República eligió a Monteagudo como nuevo magistrado del Tribunal Constitucional con 102 votos a favor, en reemplazo del desaparecido magistrado Carlos Ramos Núñez. Posteriormente fue juramentado ante el Tribunal Constitucional el 18 de mayo del 2022.
Dentro de su trayectoria en el TC, fue el único magistrado que denunció y votó en contra del cuestionado indulto humanitario del expresidente Alberto Fujimori, quien era sentenciado por delitos de corrupción y violación de derechos humanos. Monteagudo denunció que el pleno del Tribunal Constitucional no lo convocó para votar y además cuestionó las medidas del indulto a favor de Fujimori debido al pronunciamiento de la Corte Interamericana de Derechos Humanos.